# Speedski-Weltcup 2023
Der Speedski-Weltcup 2023 begann am 28. Januar 2023 in Vars (Frankreich) und endete am 29. März am selben Ort. Ende März 2023 wurde die Saison für die Speedski-Weltmeisterschaft kurzzeitig unterbrochen.
Parallel zum Weltcup mit der Klasse S1 wurden auch wieder FIS-Rennen für alle Speedski-Klassen, von S1, S2 (ehemals SDH (Speed Downhill)) und S2 Junior, an den gleichen Orten ausgetragen.

## Weltcupwertung
| Rang | Athlet           | Punkte |
| ---- | ---------------- | ------ |
| 1    | Simone Origone   | 560    |
| 2    | Simon Billy      | 480    |
| 3    | Radim Palan      | 283    |
| 4    | Bastien Montes   | 261    |
| 5    | Jonathan Moret   | 215    |
| 6    | Marc Amann       | 189    |
| 7    | Tawny Wagstaff   | 169    |
| 8    | Ugo Portal       | 126    |
| 9    | Manuel Kramer    | 125    |
| 10   | Ricardo Adarraga | 122    |
| 10   | Carl Ribbegardh  | 122    |

| Rang | Athletin          | Punkte |
| ---- | ----------------- | ------ |
| 1    | Britta Backlund   | 580    |
| 2    | Valentina Greggio | 500    |
| 3    | Clea Martinez     | 350    |
| 4    | Célia Martinez    | 310    |
| 5    | Marta Visa Carol  | 252    |
| 6    | Mathilda Persson  | 90     |
| 7    | Seraina Murk      | 80     |

## Podestplatzierungen Herren
| Datum      | Ort                  | 1. Platz                                         | 2. Platz                                         | 3. Platz                                         |
| ---------- | -------------------- | ------------------------------------------------ | ------------------------------------------------ | ------------------------------------------------ |
| 28.01.2023 | Vars (FRA)           | Simone Origone                                   | Jonathan Moret                                   | Simon Billy                                      |
| 29.01.2023 | Vars (FRA)           | Simone Origone                                   | Simon Billy                                      | Bastian Montes                                   |
| 10.03.2023 | Idre (SWE)           | Abgesagt. Ersatzrennen am 17. März 2023 in Vars. | Abgesagt. Ersatzrennen am 17. März 2023 in Vars. | Abgesagt. Ersatzrennen am 17. März 2023 in Vars. |
| 11.03.2023 | Idre (SWE)           | Abgesagt. Ersatzrennen am 18. März 2023 in Vars. | Abgesagt. Ersatzrennen am 18. März 2023 in Vars. | Abgesagt. Ersatzrennen am 18. März 2023 in Vars. |
| 17.03.2023 | Vars (FRA)           | Simone Origone                                   | Manuel Kramer                                    | Simon Billy                                      |
| 18.03.2023 | Vars (FRA)           | Simon Billy                                      | Simone Origone                                   | Klaus Schrottshammer                             |
| 28.03.2023 | Vars (FRA)           | Simone Origone                                   | Simon Billy                                      | Radim Palan                                      |
| 29.03.2023 | Vars (FRA)           | Simon Billy                                      | Simone Origone                                   | Radim Palan                                      |
| 29.03.2023 | Pas de la Casa (AND) | Abgesagt. Ersatzrennen am 28. März 2023 in Vars. | Abgesagt. Ersatzrennen am 28. März 2023 in Vars. | Abgesagt. Ersatzrennen am 28. März 2023 in Vars. |
| 30.03.2023 | Pas de la Casa (AND) | Abgesagt. Ersatzrennen am 29. März 2023 in Vars. | Abgesagt. Ersatzrennen am 29. März 2023 in Vars. | Abgesagt. Ersatzrennen am 29. März 2023 in Vars. |
| 05.04.2023 | Formigal (ESP)       | Abgesagt.                                        | Abgesagt.                                        | Abgesagt.                                        |

## Podestplatzierungen Damen
| Datum      | Ort                  | 1. Platz                                         | 2. Platz                                         | 3. Platz                                         |
| ---------- | -------------------- | ------------------------------------------------ | ------------------------------------------------ | ------------------------------------------------ |
| 28.01.2023 | Vars (FRA)           | Britta Backlund                                  | Valentina Greggio                                | Clea Martinez                                    |
| 29.01.2023 | Vars (FRA)           | Britta Backlund                                  | Valentina Greggio                                | Clea Martinez                                    |
| 10.03.2023 | Idre (SWE)           | Abgesagt. Ersatzrennen am 17. März 2023 in Vars. | Abgesagt. Ersatzrennen am 17. März 2023 in Vars. | Abgesagt. Ersatzrennen am 17. März 2023 in Vars. |
| 11.03.2023 | Idre (SWE)           | Abgesagt. Ersatzrennen am 18. März 2023 in Vars. | Abgesagt. Ersatzrennen am 18. März 2023 in Vars. | Abgesagt. Ersatzrennen am 18. März 2023 in Vars. |
| 17.03.2023 | Vars (FRA)           | Britta Backlund                                  | Valentina Greggio                                | Clea Martinez                                    |
| 18.03.2023 | Vars (FRA)           | Britta Backlund                                  | Valentina Greggio                                | Clea Martinez                                    |
| 28.03.2023 | Vars (FRA)           | Valentina Greggio                                | Britta Backlund                                  | Clea Martinez                                    |
| 29.03.2023 | Vars (FRA)           | Britta Backlund                                  | Valentina Greggio                                | Célia Martinez                                   |
| 29.03.2023 | Pas de la Casa (AND) | Abgesagt. Ersatzrennen am 28. März 2023 in Vars. | Abgesagt. Ersatzrennen am 28. März 2023 in Vars. | Abgesagt. Ersatzrennen am 28. März 2023 in Vars. |
| 30.03.2023 | Pas de la Casa (AND) | Abgesagt. Ersatzrennen am 29. März 2023 in Vars. | Abgesagt. Ersatzrennen am 29. März 2023 in Vars. | Abgesagt. Ersatzrennen am 29. März 2023 in Vars. |
| 05.04.2023 | Formigal (ESP)       | Abgesagt.                                        | Abgesagt.                                        | Abgesagt.                                        |